# 分限処分
分限処分（ぶんげんしょぶん）とは、適格性に欠けると判断された公務員に課される処分のことで、勤務実績が良くない場合や心身の故障によって職務の遂行に支障がある場合に公務員の身分保障の例外として本人の意に反して免職することが認められている。

## 目的と実施
処分は公務の効率性を保つために行われる。そのため、職場内の綱紀粛正を目的とした懲戒処分とは異なり、懲罰的な意味合いは含まれておらず、免職となった場合でも、退職手当（退職金）が支給される。つまり「公務員には向いていないので、自分自身のためにも民間に移った方がいい」という意味の処分である。
日本の公務員については、身分が保障され、国家公務員については国家公務員法または人事院規則、地方公務員については地方公務員法または条例に定める事由による場合でなければ、その職員は意に反して、降任、休職、降給、又は免職されることはない。なお、任命権者が分限処分を行う場合は、公正でなければならないとされている。
なお、戦前においては文官分限令第11条において「官庁事務ノ都合ニ依リ必要ナルトキ」には任命権者は官吏（公務員）を休職（当時は「非職」とも呼称した）を命じる事が出来るとあり、任命権者が官庁事務にとって不都合と判断した官吏に対して休職を命じることが出来た。
現在、実際に行われる分限処分は、疾病による休職と免職がある。

## 処分の種類
降任
現在の職より下位の職に任命する処分をいう。
免職
職員の意に反してその職を失わせる処分をいう（処分の目的は異なるが、身分を失わせる効果は懲戒免職と同じ）。
休職
職を保有したまま職員を一定期間職務に従事させない処分をいう。停職ともいう。
降給
職員が現に決定されている給料よりも低額の給料額に決定する処分をいう。なお降任に伴い給料が下がることは、降任の効果であって、降給にはあたらない。

## 処分の事由

### 降任及び免職の事由
職員が、次の各号の一に該当する場合においては、その意に反して、これを降任し、又は免職することができる。
- 勤務実績が良くない場合
- 心身の故障のため、職務の遂行に支障があり、又はこれに堪えない場合
- その他その官職(職)に必要な適格性を欠く場合

以上3点は、その職員の容易に矯正できない素質・能力・性格等によって、その職務の円滑な遂行に支障があることをいう。
その職員自身に責任があるかどうかは関係がない。
- 官制(職制)若しくは定員(定数)の改廃又は予算の減少により廃職又は過員を生じた場合

### 降給の事由
降給の事由は、国家公務員は人事院規則、地方公務員は各地方公共団体の条例で定めるところによる。

## 分限処分と失職の違い
任用における以下の事項（欠格事項）に該当する者は、職員となりえない。
- 禁錮以上の刑に処せられ、その執行を終わるまで又は執行を受けることがなくなるまでの（＝逮捕・起訴され禁錮刑以上で有罪判決が確定。執行猶予の有無は問わない）者
- 懲戒免職の処分を受け、当該処分の日から2年を経過しない者
- 日本国憲法施行の日以後において、日本国憲法又はその下に成立した政府を暴力で破壊することを主張する政党その他の団体を結成し、又はこれに加入した者（日本国憲法第99条）

職員が欠格事項に該当することになったときは、人事院規則又は当該地方公共団体の条例に定める場合を除いて、任命権者の何らの処分を要することなく、自動的に失職する。この意味で失職は、任命権者の処分による分限処分（免職）とは異なる。

## 最高裁判所判例
地方公務員法に基づき県教育委員会が小学校校長に対してなした降任の分限処分についての取消訴訟判決において、最高裁判所は次のような判断を示している。

### 任命権者の裁量
任命権者が分限処分を行うにあたり、如何なる処分を行うかは任命権者の裁量に委ねられている。ここで認められている裁量の範疇について、次のとおり説示し、任命権者の純然たる自由裁量に委ねられてはいないとしている。
「分限処分については、任命権者にある程度の裁量権は認められるけれども、もとよりその純然たる自由裁量に委ねられているものではなく、分限制度の…目的と関係のない目的や動機に基づいて分限処分をすることが許されないのはもちろん、処分事由の有無の判断についても恣意にわたることを許されず、考慮すべき事項を考慮せず、考慮すべきでない事項を考慮して判断するとか、また、その判断が合理性をもつ判断として許容される限度を超えた不当なものであるときは、裁量権の行使を誤つた違法のものであることを免れないというべきである。」

### 必要な適格性を欠く場合とは
地方公務員法第28条第1項第3号に定める「その職に必要な適格性を欠く場合」とはどのような状況を指し、いかにして判断すべきかについて、次のとおり説示している。
「『その職に必要な適格性を欠く場合』とは、当該職員の簡単に矯正することのできない持続性を有する素質、能力、性格等に基因してその職務の円滑な遂行に支障があり、または支障を生ずる高度の蓋然性が認められる場合をいうものと解されるが、この意味における適格性の有無は、当該職員の外部にあらわれた行動、態度に徴してこれを判断するほかはない。その場合、個々の行為、態度につき、その性質、態様、背景、状況等の諸般の事情に照らして評価すべきことはもちろん、それら一連の行動、態度については相互に有機的に関連づけてこれを評価すべく、さらに当該職員の経歴や性格、社会環境等の一般的要素をも考慮する必要があり、これら諸般の要素を総合的に検討したうえ、当該職に要求される一般的な適格性の要件との関連においてこれを判断しなければならないのである。」

## 日本年金機構への移行問題
2010年（平成22年）1月1日に「日本年金機構」に移行した社会保険庁で、正規職員約1万3100名のうち、個人情報漏洩で懲戒処分を受けた職員が、日本年金機構や厚生労働省などへの再雇用から漏れ、再度の日本年金機構の准職員への応募や厚生労働省（地方厚生(支)局）非常勤職員への応募（ともに有期雇用）、勧奨退職等に応じなかった社会保険庁の職員525名が分限免職された。組織の改廃に伴う国家公務員の分限免職は1964年（昭和39年）を最後に例がなく、行政訴訟に発展した。また分限免職を受けた職員のうち、39名が人事院に取消を訴え、うち24名については分限免職が取り消された。